# Musée Dupuy-Mestreau
Le musée Dupuy-Mestreau est un établissement culturel de la ville de Saintes, dans le département de la Charente-Maritime, en France.

## Histoire
Le musée est installé dans l'hôtel Monconseil, un ancien hôtel particulier érigé au XVIIIe siècle pour le marquis Étienne Guinot de Monconseil (1695-1782), un membre de l'aristocratie locale un temps nommé gouverneur de la Haute-Alsace. La première pierre de cet imposant édifice surplombant les quais de Charente est posée en 1738. Sa façade monumentale regardant vers le fleuve, ornée d'agrafes, de mascarons et bordée d'une large balustrade en fer forgé s'inspire du style rocaille en vigueur à l'époque. Prolongée par un large fronton triangulaire, elle est inscrite à l'inventaire supplémentaire des monuments historiques par un arrêté du 12 janvier 1931.
Sous l'Ancien régime, l'hôtel accueille salons littéraires et réceptions de la haute-société avant d'être converti en préfecture du département de la Charente-Inférieure en 1790, fonction qui demeure la sienne jusqu'en 1810 et son transfert à La Rochelle.
Le bâtiment est aménagé en musée par son propriétaire Abel Mestreau (1854-1939), en 1920, lequel y expose les collections d'art saintongeais qu'il a réussi à collecter au fil des années. Le musée est acquis par la municipalité de Saintes en 1992.

## Description
Les collections ethnographiques qui y sont présentées ont été rassemblées par le père fondateur du musée, Abel Mestreau. Apportant un éclairage sur la vie quotidienne dans les provinces de Saintonge, d'Aunis et d'Angoumois jusqu'au début du XXe siècle, elles se composent d'objets de la vie courante : coiffes, calottes piquées (notamment Capots, Grands Bonnets, Coiffis, Champanais et « Quichenottes »), costumes, collection de bijoux traditionnels, mobilier, jouets, poteries, broderies, qui tous témoignent de l'art de vivre de l'époque.Une très belle iconographie,à travers des tableaux et des gravures Le musée présente des reconstitutions de différentes pièces d'habitations de la région : ainsi de la cuisine traditionnelle charentaise  (« Thieusine » en saintongeais) ou de la chambre à coucher.
Parmi les différentes pièces du musée, notons la salle des faïences, laquelle abrite des pièces provenant des différents ateliers de la région, la salle de la marine, où l'on peut observer des maquettes, la chambre de la marquise, la salle des estampes ou la chapelle.
Le Guide vert 2023 distingue ce musée comme "valant la visite".